# Nativitas Cuautempan
Nativitas Cuautempan es una población del estado mexicano de Puebla, que tiene categoría de junta auxiliar del Municipio de Coyotepec, ubicado a 1880 metros de altitud sobre el nivel del mar.

## Toponimia
El nombre de esta junta auxiliar es de origen náhuatl, deriva de los vocablos cuauhitl (árbol); tentli (labio u orilla) y pan (sobre o en) significa "en la orilla del monte o de la arboleda".

## Escuelas
Esta Junta Auxiliar cuenta con la escuela pública primaria Justo Sierra y el preescolar Xichinchi.

## Actividad económica
Siembra de temporal de frijol, maíz y trigo así como la fabricación de petates.

## Personajes ilustres de Nativitas Cuautempan
- Mario Marín Torres. Gobernador de Puebla 2005-2011